# Ex vivo
Ex vivo se referă la experimentele făcute în sau pe țesuturi într-un mediu artificial în afara organismului care implică preluarea de țesuturi sau celule vii dintr-un organism și cultivate în condiții sterile, permițând astfel experimentarea în condiții extrem de controlate. Experimentele ex vivo sunt, de obicei, efectuate in vitro.